# Całownia
Całownia – wieś w Polsce, położona w województwie mazowieckim, w powiecie sierpeckim, w gminie Szczutowo. Ma status sołectwa.
| SIMC    | Nazwa    | Rodzaj    |
| ------- | -------- | --------- |
| 1056511 | Marcelin | część wsi |

W latach 1975–1998 miejscowość administracyjnie należała do województwa płockiego.
Według Narodowego Spisu Powszechnego (III 2011 r.) wieś liczyła 54 mieszkańców.